# 思拉舍 (密西西比州)
思拉舍（英語：Thrasher）是位於美國密西西比州普蘭提斯縣的非建制地區。

## 地理
思拉舍所處的海拔為高於海平面147米（即482英呎），而該地所採用的時區為UTC-6，即北美中部時區（CST）。同時該地設有夏令時間，為UTC-6調快一小時，即UTC-5（CDT）。